# Graphogonalia reversula
Graphogonalia reversula är en insektsart som beskrevs av Young 1977. Graphogonalia reversula ingår i släktet Graphogonalia och familjen dvärgstritar. Inga underarter finns listade i Catalogue of Life.